# جنگ شاهین سیاه
جنگ شاهین سیاه درگیری نژادی بین ایالات متحده و بومیان آمریکا در سال ۱۸۳۲ میلادی بود که توسط شاهین سیاه  رهبری می‌شد.

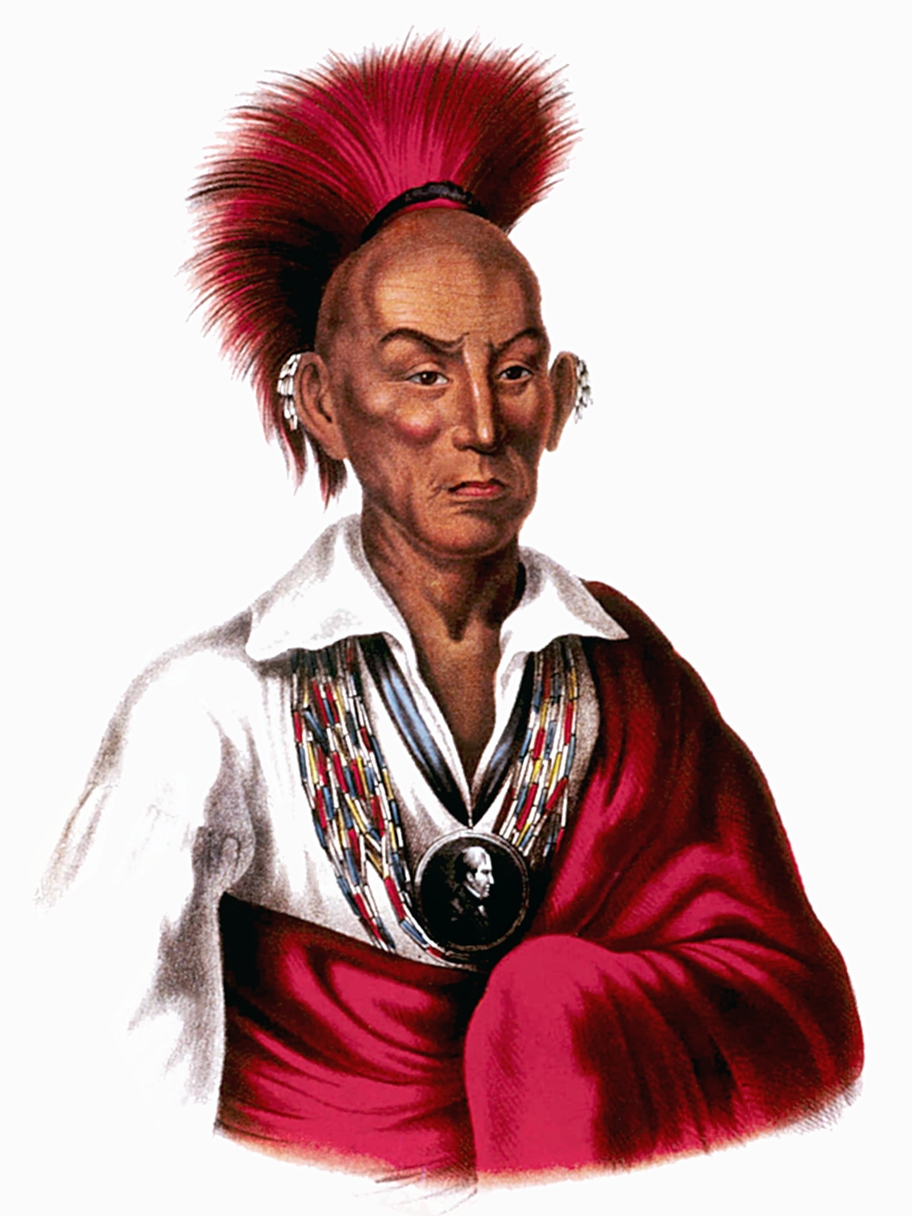
شاهین سیاه